# Fraise Tagada
Cet article court présente un sujet plus développé dans : Haribo.
Tagada est une marque commerciale exploitée par Haribo pour identifier une des confiseries que cette société fabrique.

## Historique
Inventée en 1969, elle se présente sous la forme d'une boule de guimauve aérée, recouverte de sucre fin coloré de rose et aromatisé. Son nom vient de sa forme, sa couleur et son goût qui imitent ceux de la fraise. 
Le nom de cette confiserie est inspiré par le spectacle de music-hall où le directeur commercial d'Haribo a entendu la ritournelle Tagada tsoin-tsoin. Tagada est fabriquée en France dans les usines de Marseille et d'Uzès.
En France, la Tagada est un des bonbons les plus vendus. Les ventes de Tagada atteignent un milliard d'unités par an en France,. Il s'agit de la troisième meilleure vente de la marque en France. Le produit est peu disponible, voire inconnu dans d'autres pays, notamment les États-Unis,.
Les ventes de Tagada en France s'élèvent à 15 millions d'euros en 2008.
En 2010, le groupe Haribo remplace les colorants E104, E124 et E129 connus pour le développement de l'hyperactivité auprès des enfants par des colorants naturels (mélange de curcumines, carmins et carotènes).